# Kim Tae-gyun
Dans ce nom coréen, le nom de famille, Kim, précède le nom personnel.
Kim Tae-gyun (김태균) (autres graphies : Tae-kyun, Tae-gyoon) est un réalisateur Sud-Coréen né à Séoul le 17 juin 1960. 

## Filmographie partielle
- 1998 : First Kiss
- 2001 : Volcano High
- 2004 : Romance of Their Own
- 2006 : A Millionaire's First Love
- 2008 : Crossing
- 2010 : Higanjima
- 2010 : A Barefoot Dream
- 2014 : Innocent Thing
- 2018 : Dark Figure of Crime